# Cyborg
Cyborg je fiktivni stripovski superjunak, koji se pojavljuje u američkim stripovima koje objavljuje DC Comics. Stvorili su ga pisac Marv Wolfman i umjetnik George Pérez i prvi se pojavljuje u posebnom umetku u DC Comics Presents # 26 (listopad 1980.). Izvorno poznat kao član Teen Titans, Cyborg je osnovan kao osnivač Lige pravde u DC-u 2011.
Lik se pojavljuje u DECU, gdje ga glumi glumac Ray Fisher. Ova prilagodba Cyborg-a imala je cameo pojavljivanje u filmu Batman v Superman: Zora pravednika i glavnu ulogu u filmu Liga pravde u 2017. godini, te će se pojaviti u samostalnom Cyborg filmu 2020. godine.